# 큰틈새얼굴박쥐
큰틈새얼굴박쥐(Nycteris grandis)는 틈새얼굴박쥐과에 속하는 박쥐의 일종이다. 서아프리카와 중앙아프리카 그리고 동아프리카의 숲과 사바나 서식지에 널리 분포한다. 몸길이는 70~95mm이고, 몸무게는 57g 이하로 암수가 거의 같다. 털이 비옆(입코) 옆에 부분적으로 덮여 있다. 등쪽과 상체 쪽은 불그스레한 갈색부터 회색을 띤다. 몸통은 연한 회색이다.